# 検地帳

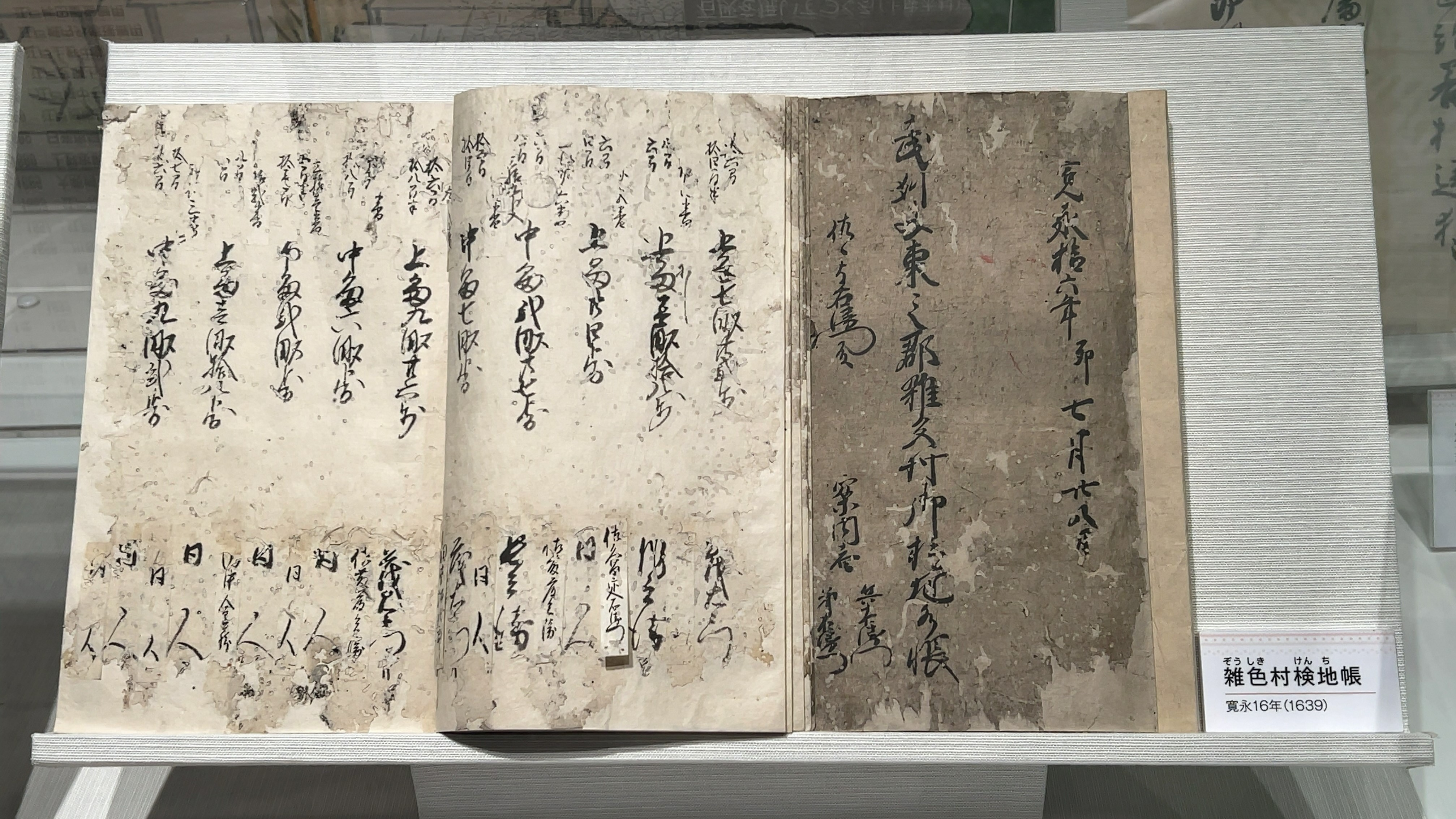
寛永年間の検地帳

検地帳（けんちちょう）は検地の結果を村単位で取りまとめた帳簿である。水帳（みずちょう）とも。家数人馬改帳と共に、封建領主が土地・人民を支配するための基本台帳としての役目を果たした物。

## 概要
検地は室町から戦国期にかけて戦国大名などの地域権力によって領国内で実施されて検地帳の作成が行われ、年貢高や増分を把握し、統一的な年貢・諸役賦課体制の貫高制が成立した。戦国期の検地は戦国大名が検使を派遣して実測する場合と、地頭や寺社などに命じて作成させる指出によって行われ、検地帳は野帳などの検地の実施に際して作成された文書をもとに、地域的なまとまりで整理して作成されたと考えられている。戦国大名の検地帳は領国内で記述の詳細さには差異が存在し、統一した書式も未確立であった（例えば、村切の未確立の問題など）。
近世以降、豊臣政権（太閤検地）では文禄期以後、江戸幕府では寛文・延宝検地以後に統一した書式が定められた。また、統一以前の時期にはまだ政権による地方支配が完成されておらず、実際の検地内容を反映しているか問題が残されている場合がある。封建領主側は検地帳に記された村の石高の集計（村高）を元にして徴税令書である年貢割付状を発給して村落に年貢・諸役を賦課した（村請制度）。
検地帳の表紙や巻末には検地が行われた村名や実施日・担当役人などが記され、内部には検地の結果を元にしてそれぞれの村の石盛を決定し、村内の田畑・屋敷地について、一筆ごとに字名（所在地の地名）・地目（種類）・品位（上・中・下・下々からなる品質）・面積・分米（石高）・名請人などの情報が記載される。
必要に応じて屋敷地には居住者の身分（村役人・僧侶・神官・後家など、一般農民と年貢・諸役の負担に違いが生じる人々）や山林や沼沢・荒地なども記載する。更に村内の個々の土地についての記述を終えた後に村全体の地目・品位ごとの段別集計を行った後に村高を記載する。最後に検地を行った地域全体の段別総計と石高合計を記す。
検地帳は同一内容のものが2冊作成され、検地役人と村役人がそれぞれに連署して全ての綴じ目に奉行の割印を押印した上で領主側と村方に1冊ずつ保管した。名請人の記載方法には大きく分けて2つあり、単純に年貢・諸役の負担義務者を記したものと「○分（○家抱）・×作」と併記して負担義務者と実際の耕作者に分けて記したものがある。名請人として記載された者は土地の保有者として認められる一方で、その土地に緊縛されることになる。後者は実際の耕作者名を記載することで所有するだけで耕作を行わない地主層への牽制の意味も含まれていた。これは逆に考えれば、当時の村内部で重層的な階層が形成されていたことを示しているとみることも可能である。
また、検地帳は年貢高の把握のみならず、国絵図の作成などにおいても記載村落の基準として活用されていた。
検地帳は体系的に残されているケースが多いため、記載を年次的・地域的に比較することで地域の開発状況や景観変化などを知る歴史資料としても活用されている。
江戸時代における検地帳の役割は明治以後「土地台帳」そして「登記簿」へと引き継がれた。現代でも土地区画の単位が「筆」なのは検地帳の名残である。